# Autopalazzo
L'Autopalazzo (detto anche Palace o Garage Perogio) è un edificio in stile liberty realizzato in aderenza alle mura ovest di Macerata. L'edificio fu terminato nel 1911 su disegno dell’ingegnere Ugo Cantalamessa come officina polifunzionale. Dal 2014, dopo un breve periodo di chiusura, ospita gli uffici della Confcommercio.

## Storia
La costruzione dell'Autopalazzo avviene per iniziativa del cavaliere Vincenzo Perogio, fondatore della Società Trasporti Automobilistici Maceratese (STAM) che aveva realizzato il primo servizio di trasporto pubblico su gomma della regione, collegando Macerata con alcuni centri minori della provincia.
Già agli inizi del secolo la società di autotrasporti aveva chiesto al comune il permesso di impiantare un'autorimessa a ridosso delle mura cittadine, ma la proposta era stata bocciata perché il progetto iniziale, molto più modesto di quello poi attuato, era stato giudicato mancare del sufficiente decoro. Per ovviare a questo problema la Società si rivolse ad un professionista che si andava affermando in quegli anni nel panorama locale, l'ingegnere Ugo Cantalamessa, autore di alcune opere effimere realizzate per la Grande Esposizione Regionale Marchigiana del 1905.
L'edificio, inaugurato il 27 agosto 1911, è in mattoni rossi faccia vista e rappresenta uno dei pochi esempi di stile liberty della città di Macerata.
Nell'edificio oltre all'officina meccanica erano presenti un autolavaggio e vari negozi, tra cui il primo concessionario FIAT della regione Marche ed i servizi per viaggiatori (toilette) delle autolinee STAM che qui hanno il loro capolinea. Per favorire l'interesse della cittadinanza, il grande terrazzo panoramico che sovrasta l'edificio viene adibito a ritrovo ludico, con la possibilità di pattinare sulla sua superficie.

In un opuscolo pubblicitario la struttura veniva così descritta: 
Durante il fascismo il nome venne italianizzato in Italico Palazzo. Nel 1944 l`edificio fu danneggiato dalle truppe di occupazione tedesche in ritirata.
Negli anni, cessata la funzione di autorimessa, ha ospitato una discoteca e un emporio di stock e fallimenti.
Dal 2014 ospita gli uffici della Confcommercio.